# Lista de deputados nacionais da Argentina (2023-2025)

Lista dos 257 membros da Câmara de Deputados da Nação Argentina para o período 2023-2025.

## Autoridades
| Cargo                                   | Titular        | Titular        | Bloco                      | Partido              |
| --------------------------------------- | -------------- | -------------- | -------------------------- | -------------------- |
| Presidência                             |                | Martín Menem   | La Libertad Avanza         | La Libertad Avanza   |
| 1.° Vice-presidente                     |                | Cecilia Moreau | Unión por la Patria        | Frente Renovador     |
| 2.°Vice-presidente                      |                | Julio Cobos    | UCR - Unión Cívica Radical | Unión Cívica Radical |
| 3.° Vice-presidente                     | Vacante        | Vacante        | Vacante                    | Vacante              |
| Secretario Parlamentario                | Tomás Figueroa | Tomás Figueroa |                            |                      |
| Secretaria Administrativa               | Laura Oriolo   | Laura Oriolo   |                            |                      |
| Secretario de Coordinación Operativa    | Vacante        | Vacante        |                            |                      |
| Prosecretario Parlamentario             | Vacante        | Vacante        |                            |                      |
| Prosecretario Administrativo            | Vacante        | Vacante        |                            |                      |
| Prosecretario de Coordinación Operativa | Vacante        | Vacante        |                            |                      |

## Composição

### Por província
| Provincia              | Deputados |
| ---------------------- | --------- |
| Buenos Aires           | 70        |
| Ciudad de Buenos Aires | 25        |
| Catamarca              | 5         |
| Chaco                  | 7         |
| Chubut                 | 5         |
| Córdoba                | 18        |
| Corrientes             | 7         |
| Entre Ríos             | 9         |
| Formosa                | 5         |
| Jujuy                  | 6         |
| La Pampa               | 5         |
| La Rioja               | 5         |
| Mendoza                | 10        |
| Misiones               | 7         |
| Neuquén                | 5         |
| Río Negro              | 5         |
| Salta                  | 7         |
| San Juan               | 6         |
| San Luis               | 5         |
| Santa Cruz             | 5         |
| Santa Fe               | 19        |
| Santiago del Estero    | 7         |
| Tierra del Fuego       | 5         |
| Tucumán                | 9         |

### Por blocos

Composição da Câmara de Deputados

| Blocos                                            | Presidentes de bloco  |
| ------------------------------------------------- | --------------------- |
| União pela Pátria (102)                           | Germán Martínez       |
| A Liberdade Avança (38)                           | Oscar Zago            |
| PRO (37)                                          | Cristian Ritondo      |
| UCR - União Cívica Radical (34)                   | Rodrigo de Loredo     |
| Fazemos Coalizão Federal (23)                     | Miguel Ángel Pichetto |
| Inovação Federal (9)                              | Pamela Calletti       |
| Frente de Esquerda e de Trabalhadores Unidade (5) | Myriam Bregman        |
| Buenos Aires Livre (2)                            | Carolina Piparo       |
| Por Santa Cruz (2)                                | Sergio Acevedo        |
| Produção e Trabalho (2)                           | Nancy Picón           |
| Avança Liberdade (1)                              | José Luis Espert      |
| CREIO (1)                                         | Paula Omodeo          |
| A União Mendocina (1)                             | Álvaro Martínez       |
| Fonte: atualizada ao 29/12/2023.                  |                       |

## Ciclos eleitorais
| Eleição | Mandato                | Mandato               |
| Eleição | Início                 | Fim                   |
| ------- | ---------------------- | --------------------- |
| 2021    | 10 de dezembro de 2021 | 9 de dezembro de 2025 |
| 2023    | 10 de dezembro de 2023 | 9 de dezembro de 2027 |

## Lista de deputados
| Provincia           | Retrato | Deputado                            | Bloco                                         | Mandato    | Mandato    |
| Provincia           | Retrato | Deputado                            | Bloco                                         | Inicio     | Fin        |
| ------------------- | ------- | ----------------------------------- | --------------------------------------------- | ---------- | ---------- |
| Buenos Aires        |         | Constanza María Alonso              | Unión por la Patria                           | 10/12/2021 | 9/12/2025  |
| Buenos Aires        |         | Pablo Ansaloni                      | A Liberdade Avança                            | 10/12/2023 | 9/12/2027  |
| Buenos Aires        |         | Daniel Fernando Arroyo              | Unión por la Patria                           | 10/12/2021 | 9/12/2025  |
| Buenos Aires        |         | Karina Verónica Banfi               | União Cívica Radical                          | 10/12/2023 | 9/12/2027  |
| Buenos Aires        |         | Alberto Benegas Lynch               | A Liberdade Avança                            | 10/12/2023 | 9/12/2027  |
| Buenos Aires        |         | Gabriela Besana                     | PRO                                           | 10/12/2021 | 9/12/2025  |
| Buenos Aires        |         | Victoria Borrego                    | Hacemos Coalición Federal                     | 10/12/2021 | 9/12/2025  |
| Buenos Aires        |         | Santiago Cafiero                    | Unión por la Patria                           | 10/12/2023 | 9/12/2027  |
| Buenos Aires        |         | María Marcela Campagnoli            | Hacemos Coalición Federal                     | 10/12/2021 | 9/12/2025  |
| Buenos Aires        |         | Carlos Daniel Castagneto            | Unión por la Patria                           | 10/12/2023 | 9/12/2027  |
| Buenos Aires        |         | Christian Castillo                  | Frente de Esquerda e de Trabalhadores Unidade | 10/12/2023 | 9/12/2027  |
| Buenos Aires        |         | María Florencia De Sensi            | PRO                                           | 10/12/2021 | 9/12/2025  |
| Buenos Aires        |         | Nicolás del Caño                    | Frente de Esquerda e de Trabalhadores Unidade | 10/12/2021 | 9/12/2025  |
| Buenos Aires        |         | Romina del Plá                      | Frente de Esquerda e de Trabalhadores Unidade | 10/12/2021 | 9/12/2025  |
| Buenos Aires        |         | José Luis Espert                    | Avanza Libertad                               | 10/12/2021 | 9/12/2025  |
| Buenos Aires        |         | Eduardo Falcone                     | A Liberdade Avança                            | 10/12/2023 | 9/12/2027  |
| Buenos Aires        |         | Alejandro Finocchiaro               | PRO                                           | 10/12/2021 | 9/12/2025  |
| Buenos Aires        |         | Mónica Edith Frade                  | Hacemos Coalición Federal                     | 10/12/2023 | 9/12/2027  |
| Buenos Aires        |         | Daniel Gollán                       | Unión por la Patria                           | 10/12/2021 | 9/12/2025  |
| Buenos Aires        |         | Carlos Ramiro Gutiérrez             | Unión por la Patria                           | 10/12/2023 | 9/12/2027  |
| Buenos Aires        |         | Rogelio Iparraguirre                | Unión por la Patria                           | 10/12/2021 | 9/12/2025  |
| Buenos Aires        |         | Pablo Juliano                       | União Cívica Radical                          | 10/12/2023 | 9/12/2027  |
| Buenos Aires        |         | Máximo Carlos Kirchner              | Unión por la Patria                           | 10/12/2023 | 9/12/2027  |
| Buenos Aires        |         | Lilia Adela Bolukalo Lemoine        | A Liberdade Avança                            | 10/12/2023 | 9/12/2027  |
| Buenos Aires        |         | Mónica Litza                        | Unión por la Patria                           | 10/12/2021 | 9/12/2025  |
| Buenos Aires        |         | Hernán Lombardi                     | PRO                                           | 10/12/2021 | 9/12/2025  |
| Buenos Aires        |         | Juan Manuel López                   | Hacemos Coalición Federal                     | 10/12/2021 | 9/12/2025  |
| Buenos Aires        |         | Silvia Gabriela Lospennato          | PRO                                           | 10/12/2023 | 9/12/2027  |
| Buenos Aires        |         | Mónica Fernanda Macha               | Unión por la Patria                           | 10/12/2021 | 9/12/2025  |
| Buenos Aires        |         | María Lorena Macyszyn               | Buenos Aires Libre                            | 10/12/2023 | 9/12/2027  |
| Buenos Aires        |         | Facundo Manes                       | União Cívica Radical                          | 10/12/2021 | 9/12/2025  |
| Buenos Aires        |         | Pablo Manrique                      | Unión por la Patria                           | 10/12/2023 | 9/12/2027  |
| Buenos Aires        |         | Juan Marino                         | Unión por la Patria                           | 10/12/2023 | 9/12/2027  |
| Buenos Aires        |         | Nicolás Massot                      | Hacemos Coalición Federal                     | 10/12/2023 | 9/12/2027  |
| Buenos Aires        |         | Gerardo Milman                      | PRO                                           | 10/12/2021 | 9/12/2025  |
| Buenos Aires        |         | Matías Molle                        | Unión por la Patria                           | 10/12/2023 | 9/12/2027  |
| Buenos Aires        |         | Guillermo Montenegro                | La Libertad Avanza                            | 10/12/2023 | 9/12/2027  |
| Buenos Aires        |         | Emilio Monzó                        | Hacemos Coalición Federal                     | 10/12/2021 | 9/12/2025  |
| Buenos Aires        |         | Roxana Monzón                       | Unión por la Patria                           | 10/12/2023 | 9/12/2027  |
| Buenos Aires        |         | Micaela Morán                       | Unión por la Patria                           | 10/12/2021 | 9/12/2025  |
| Buenos Aires        |         | Cecilia Moreau                      | Unión por la Patria                           | 10/12/2023 | 9/12/2027  |
| Buenos Aires        |         | Leopoldo Raúl Guido Moreau          | Unión por la Patria                           | 10/12/2021 | 9/12/2025  |
| Buenos Aires        |         | Marcela Marina Pagano               | La Libertad Avanza                            | 10/12/2023 | 9/12/2027  |
| Buenos Aires        |         | Sergio Omar Palazzo                 | Unión por la Patria                           | 10/12/2021 | 9/12/2025  |
| Buenos Aires        |         | Marcela Fabiana Passo               | Unión por la Patria                           | 10/12/2021 | 9/12/2025  |
| Buenos Aires        |         | Julio César Pereyra                 | Unión por la Patria                           | 10/12/2021 | 9/12/2025  |
| Buenos Aires        |         | Miguel Ángel Pichetto               | Hacemos Coalición Federal                     | 10/12/2023 | 9/12/2027  |
| Buenos Aires        |         | Carolina Píparo                     | Buenos Aires Libre                            | 10/12/2021 | 9/12/2025  |
| Buenos Aires        |         | Luciana Potenza                     | Unión por la Patria                           | 10/12/2023 | 9/12/2027  |
| Buenos Aires        |         | Agustina Lucrecia Propato           | Unión por la Patria                           | 10/12/2021 | 9/12/2025  |
| Buenos Aires        |         | Fabio José Quetglas                 | União Cívica Radical                          | 10/12/2021 | 9/12/2025  |
| Buenos Aires        |         | Aníbal Florencio Randazzo           | Hacemos Coalición Federal                     | 10/12/2021 | 9/12/2025  |
| Buenos Aires        |         | Cristian Adrián Ritondo             | PRO                                           | 10/12/2023 | 9/12/2027  |
| Buenos Aires        |         | Juliana Santillán Juárez Ibrahim    | La Libertad Avanza                            | 10/12/2023 | 9/12/2027  |
| Buenos Aires        |         | Diego César Santilli                | PRO                                           | 10/12/2021 | 9/12/2025  |
| Buenos Aires        |         | Santiago Santurio                   | La Libertad Avanza                            | 10/12/2023 | 9/12/2027  |
| Buenos Aires        |         | Sabrina Selva                       | Unión por la Patria                           | 10/12/2023 | 9/12/2027  |
| Buenos Aires        |         | Vanesa Raquel Siley                 | Unión por la Patria                           | 10/12/2021 | 9/12/2025  |
| Buenos Aires        |         | María Sotolano                      | PRO                                           | 10/12/2021 | 9/12/2025  |
| Buenos Aires        |         | Margarita Rosa Stolbizer            | Hacemos Coalición Federal                     | 10/12/2021 | 9/12/2025  |
| Buenos Aires        |         | Julia Strada                        | Unión por la Patria                           | 10/12/2023 | 9/12/2027  |
| Buenos Aires        |         | Luis Rodolfo Tailhade               | Unión por la Patria                           | 10/12/2023 | 9/12/2027  |
| Buenos Aires        |         | Danya Tavela                        | União Cívica Radical                          | 10/12/2021 | 9/12/2025  |
| Buenos Aires        |         | Victoria Tolosa Paz                 | Unión por la Patria                           | 10/12/2023 | 9/12/2027  |
| Buenos Aires        |         | Brenda Vargas Matyi                 | Unión por la Patria                           | 10/12/2021 | 9/12/2025  |
| Buenos Aires        |         | Patricia Vázquez                    | PRO                                           | 10/12/2023 | 9/12/2027  |
| Buenos Aires        |         | Luana Volnovich                     | Unión por la Patria                           | 10/12/2023 | 9/12/2027  |
| Buenos Aires        |         | Hugo Rubén Yasky                    | Unión por la Patria                           | 10/12/2021 | 9/12/2025  |
| Buenos Aires        |         | Martín Yeza                         | PRO                                           | 10/12/2023 | 9/12/2027  |
| Buenos Aires        |         | Natalia Zaracho                     | Unión por la Patria                           | 10/12/2023 | 9/12/2027  |
| Buenos Aires        |         | Sabrina Ajmechet                    | PRO                                           | 10/12/2021 | 9/12/2025  |
| Buenos Aires        |         | Damián Arabia                       | PRO                                           | 10/12/2023 | 9/12/2027  |
| Buenos Aires        |         | María Fernanda Araujo               | La Libertad Avanza                            | 10/12/2021 | 9/12/2025  |
| Buenos Aires        |         | Myriam Bregman                      | Frente de Esquerda e de Trabalhadores Unidade | 10/12/2021 | 9/12/2025  |
| Buenos Aires        |         | Ana Carla Carrizo                   | União Cívica Radical                          | 10/12/2021 | 9/12/2025  |
| Buenos Aires        |         | Mariela Coletta                     | União Cívica Radical                          | 10/12/2023 | 9/12/2027  |
| Buenos Aires        |         | Nicolás Mario Emma                  | La Libertad Avanza                            | 10/12/2021 | 9/12/2025  |
| Buenos Aires        |         | Daiana Fernández Molero             | PRO                                           | 10/12/2023 | 9/12/2027  |
| Buenos Aires        |         | Maximiliano Ferraro                 | Hacemos Coalición Federal                     | 10/12/2023 | 9/12/2027  |
| Buenos Aires        |         | Alida Ferreyra                      | La Libertad Avanza                            | 10/12/2023 | 9/12/2027  |
| Buenos Aires        |         | Silvana Giudici                     | PRO                                           | 10/12/2023 | 9/12/2027  |
| Buenos Aires        |         | Álvaro Gustavo González             | PRO                                           | 10/12/2023 | 9/12/2027  |
| Buenos Aires        |         | Itai Hagman                         | Unión por la Patria                           | 10/12/2023 | 9/12/2027  |
| Buenos Aires        |         | Carlos Salomón Heller               | Unión por la Patria                           | 10/12/2021 | 9/12/2025  |
| Buenos Aires        |         | Fernando Adolfo Iglesias            | PRO                                           | 10/12/2021 | 9/12/2025  |
| Buenos Aires        |         | Ricardo López Murphy                | Hacemos Coalición Federal                     | 10/12/2021 | 9/12/2025  |
| Buenos Aires        |         | Gisela Marziotta                    | Unión por la Patria                           | 10/12/2021 | 9/12/2025  |
| Buenos Aires        |         | Paula Mariana Oliveto Lago          | Hacemos Coalición Federal                     | 10/12/2021 | 9/12/2025  |
| Buenos Aires        |         | Paula Andrea Penacca                | Unión por la Patria                           | 10/12/2023 | 9/12/2027  |
| Buenos Aires        |         | Lorena Pokoik                       | Unión por la Patria                           | 10/12/2023 | 9/12/2027  |
| Buenos Aires        |         | Leandro Santoro                     | Unión por la Patria                           | 10/12/2021 | 9/12/2025  |
| Buenos Aires        |         | Martín Alberto Tetaz                | União Cívica Radical                          | 10/12/2021 | 9/12/2025  |
| Buenos Aires        |         | Eduardo Félix Valdés                | Unión por la Patria                           | 10/12/2023 | 9/12/2027  |
| Buenos Aires        |         | María Eugenia Vidal                 | PRO                                           | 10/12/2021 | 9/12/2025  |
| Buenos Aires        |         | Oscar Zago                          | La Libertad Avanza                            | 10/12/2023 | 9/12/2027  |
| Catamarca           |         | Fernanda Avila                      | Unión por la Patria                           | 10/12/2023 | 9/12/2027  |
| Catamarca           |         | Silvana Micaela Ginocchio           | Unión por la Patria                           | 10/12/2021 | 9/12/2025  |
| Catamarca           |         | Dante Edgardo López Rodríguez       | Unión por la Patria                           | 10/12/2021 | 9/12/2025  |
| Catamarca           |         | Francisco Monti                     | União Cívica Radical                          | 10/12/2021 | 9/12/2025  |
| Catamarca           |         | Sebastián Nóblega                   | Unión por la Patria                           | 10/12/2023 | 9/12/2027  |
| Chaco               |         | María Luisa Chomiak                 | Unión por la Patria                           | 10/12/2021 | 9/12/2025  |
| Chaco               |         | Gerardo Cipolini                    | União Cívica Radical                          | 10/12/2023 | 9/12/2027  |
| Chaco               |         | Carlos García                       | La Libertad Avanza                            | 10/12/2023 | 9/12/2027  |
| Chaco               |         | Aldo Adolfo Leiva                   | Unión por la Patria                           | 10/12/2023 | 9/12/2027  |
| Chaco               |         | Juan Manuel Pedrini                 | Unión por la Patria                           | 10/12/2021 | 9/12/2025  |
| Chaco               |         | Juan Carlos Polini                  | União Cívica Radical                          | 10/12/2021 | 9/12/2025  |
| Chaco               |         | Marilú Quiroz                       | PRO                                           | 10/12/2021 | 9/12/2025  |
| Chubut              |         | Eugenia Alianiello                  | Unión por la Patria                           | 10/12/2021 | 9/12/2025  |
| Chubut              |         | Jorge Antonio Avila                 | Hacemos Coalición Federal                     | 10/12/2023 | 9/12/2027  |
| Chubut              |         | José Glinski                        | Unión por la Patria                           | 10/12/2023 | 9/12/2027  |
| Chubut              |         | Ana Clara Romero                    | PRO                                           | 10/12/2021 | 9/12/2025  |
| Chubut              |         | César Treffinger                    | La Libertad Avanza                            | 10/12/2023 | 9/12/2027  |
| Córdoba             |         | Oscar Agost Carreño                 | Hacemos Coalición Federal                     | 10/12/2021 | 9/12/2025  |
| Córdoba             |         | Belén Avico                         | PRO                                           | 10/12/2023 | 9/12/2027  |
| Córdoba             |         | Héctor Walter Baldassi              | PRO                                           | 10/12/2021 | 9/12/2025  |
| Córdoba             |         | Gabriel Bornoroni                   | La Libertad Avanza                            | 10/12/2023 | 9/12/2027  |
| Córdoba             |         | Gabriela Brouwer de Koning          | União Cívica Radical                          | 10/12/2021 | 9/12/2025  |
| Córdoba             |         | Juan Fernando Brügge                | Hacemos Coalición Federal                     | 10/12/2023 | 9/12/2027  |
| Córdoba             |         | María Soledad Carrizo               | União Cívica Radical                          | 10/12/2021 | 9/12/2025  |
| Córdoba             |         | José Pablo Carro                    | Unión por la Patria                           | 10/12/2021 | 9/12/2025  |
| Córdoba             |         | Natalia de la Sota                  | Hacemos Coalición Federal                     | 10/12/2021 | 9/12/2025  |
| Córdoba             |         | Rodrigo de Loredo                   |                                               | 10/12/2021 | 9/12/2025  |
| Córdoba             |         | Gabriela Beatriz Estévez            | Unión por la Patria                           | 10/12/2023 | 9/12/2027  |
| Córdoba             |         | Ignacio Jorge García Aresca         | Hacemos Coalición Federal                     | 10/12/2021 | 9/12/2025  |
| Córdoba             |         | Carlos Mario Gutiérrez              | Hacemos Coalición Federal                     | 10/12/2023 | 9/12/2027  |
| Córdoba             |         | María Cecilia Ibáñez                | La Libertad Avanza                            | 10/12/2023 | 9/12/2027  |
| Córdoba             |         | Luis Albino Picat                   | União Cívica Radical                          | 10/12/2023 | 9/12/2027  |
| Córdoba             |         | María Celeste Ponce                 | La Libertad Avanza                            | 10/12/2023 | 9/12/2027  |
| Córdoba             |         | Laura Elena Rodríguez Machado       | PRO                                           | 10/12/2021 | 9/12/2025  |
| Córdoba             |         | Alejandra Torres                    | Hacemos Coalición Federal                     | 10/12/2023 | 9/12/2027  |
| Corrientes          |         | Manuel Ignacio Aguirre              | União Cívica Radical                          | 10/12/2021 | 9/12/2025  |
| Corrientes          |         | Lisandro Almirón                    | La Libertad Avanza                            | 10/12/2023 | 9/12/2027  |
| Corrientes          |         | Sofía Brambilla                     | PRO                                           | 10/12/2021 | 9/12/2025  |
| Corrientes          |         | Jorge Antonio Romero                | Unión por la Patria                           | 10/12/2021 | 9/12/2025  |
| Corrientes          |         | Nancy Sand                          | Unión por la Patria                           | 10/12/2023 | 9/12/2027  |
| Corrientes          |         | Alfredo Vallejos                    | União Cívica Radical                          | 10/12/2023 | 9/12/2027  |
| Corrientes          |         | Cristian Alejandro Zulli            | Unión por la Patria                           | 10/12/2023 | 9/12/2027  |
| Entre Ríos          |         | Marcela Antola                      | União Cívica Radical                          | 10/12/2021 | 9/12/2025  |
| Entre Ríos          |         | Atilio Benedetti                    | União Cívica Radical                          | 10/12/2021 | 9/12/2025  |
| Entre Ríos          |         | Beltrán Benedit                     | La Libertad Avanza                            | 10/12/2023 | 9/12/2027  |
| Entre Ríos          |         | Gustavo Bordet                      | Unión por la Patria                           | 10/12/2023 | 9/12/2027  |
| Entre Ríos          |         | Ana Carolina Gaillard               | Unión por la Patria                           | 10/12/2021 | 9/12/2025  |
| Entre Ríos          |         | Pedro Jorge Galimberti              | União Cívica Radical                          | 10/12/2021 | 9/12/2025  |
| Entre Ríos          |         | Tomás Ledesma                       | Unión por la Patria                           | 10/12/2021 | 9/12/2025  |
| Entre Ríos          |         | Francisco Morchio                   | Hacemos Coalición Federal                     | 10/12/2023 | 9/12/2027  |
| Entre Ríos          |         | Blanca Inés Osuna                   | Unión por la Patria                           | 10/12/2021 | 9/12/2025  |
| Formosa             |         | Gerardo Gustavo González            | La Libertad Avanza                            | 10/12/2023 | 10/12/2027 |
| Formosa             |         | Fernando Carbajal                   | União Cívica Radical                          | 10/12/2021 | 9/12/2025  |
| Formosa             |         | Luis Eugenio Basterra               | Unión por la Patria                           | 10/12/2023 | 9/12/2027  |
| Formosa             |         | Gustavo Ramiro Fernández Patri      | Unión por la Patria                           | 10/12/2021 | 9/12/2025  |
| Formosa             |         | María Graciela Parola               | Unión por la Patria                           | 10/12/2023 | 10/12/2027 |
| Jujuy               |         | Leila Chaher                        | Unión por la Patria                           | 10/12/2021 | 9/12/2025  |
| Jujuy               |         | Guillermo Snopek                    | Unión por la Patria                           | 10/12/2023 | 9/12/2027  |
| Jujuy               |         | Manuel Quintar                      | La Libertad Avanza                            | 10/12/2023 | 9/12/2027  |
| Jujuy               |         | Jorge Raúl Rizzotti                 | União Cívica Radical                          | 10/12/2023 | 9/12/2027  |
| Jujuy               |         | Natalia Silvina Sarapura            | União Cívica Radical                          | 10/12/2021 | 9/12/2025  |
| Jujuy               |         | Alejandro Ariel Vilca               | Frente de Esquerda e de Trabalhadores Unidade | 10/12/2021 | 9/12/2025  |
| La Pampa            |         | Martín Ardohain                     | PRO                                           | 10/12/2023 | 9/12/2027  |
| La Pampa            |         | Marcela Inés Coli                   | União Cívica Radical                          | 10/12/2021 | 9/12/2025  |
| La Pampa            |         | Martín Maquieyra                    | PRO                                           | 10/12/2021 | 9/12/2025  |
| La Pampa            |         | Varinia Lis Marín                   | Unión por la Patria                           | 10/12/2021 | 9/12/2025  |
| La Pampa            |         | Ariel Rauschenberger                | Unión por la Patria                           | 10/12/2023 | 9/12/2027  |
| La Rioja            |         | Hilda Clelia Aguirre de Soria       | Unión por la Patria                           | 10/12/2023 | 9/12/2027  |
| La Rioja            |         | Martín Alexis Menem                 | La Libertad Avanza                            | 10/12/2023 | 9/12/2027  |
| La Rioja            |         | Sergio Guillermo Casas              | Unión por la Patria                           | 10/12/2023 | 9/12/2027  |
| La Rioja            |         | Jorge Ricardo Herrera               | Unión por la Patria                           | 10/12/2021 | 9/12/2025  |
| La Rioja            |         | Gabriela Pedrali                    | Unión por la Patria                           | 10/12/2021 | 9/12/2025  |
| Mendoza             |         | Lourdes Micaela Arrieta             | La Libertad Avanza                            | 10/12/2023 | 9/12/2027  |
| Mendoza             |         | Martín Aveiro                       | Unión por la Patria                           | 10/12/2023 | 9/12/2027  |
| Mendoza             |         | Adolfo Bermejo                      | Unión por la Patria                           | 10/12/2021 | 9/12/2025  |
| Mendoza             |         | Julio César Cleto Cobos             | União Cívica Radical                          | 10/12/2021 | 9/12/2025  |
| Mendoza             |         | Facundo Correa Llano                | La Libertad Avanza                            | 10/12/2023 | 9/12/2027  |
| Mendoza             |         | María Mercedes Llano                | La Libertad Avanza                            | 10/12/2023 | 9/12/2027  |
| Mendoza             |         | Álvaro Fernando Martínez            | La Unión Mendocina                            | 10/12/2021 | 9/12/2025  |
| Mendoza             |         | Lisandro Nieri                      | União Cívica Radical                          | 10/12/2023 | 9/12/2027  |
| Mendoza             |         | María Liliana Paponet               | Unión por la Patria                           | 10/12/2021 | 9/12/2025  |
| Mendoza             |         | Pamela Fernanda Verasay             | União Cívica Radical                          | 10/12/2021 | 9/12/2025  |
| Misiones            |         | Martín Arjol                        | União Cívica Radical                          | 10/12/2021 | 9/12/2025  |
| Misiones            |         | Pedro Alberto Arrúa                 | Innovación Federal                            | 10/12/2023 | 9/12/2027  |
| Misiones            |         | Ramón Emmanuel Bianchetti           | PRO                                           | 10/12/2023 | 9/12/2027  |
| Misiones            |         | Carlos Alberto Fernández            | Innovación Federal                            | 10/12/2021 | 9/12/2025  |
| Misiones            |         | Florencia Naiara Klipauka Lewtak    | Hacemos Coalición Federal                     | 10/12/2021 | 9/12/2025  |
| Misiones            |         | Yamila Lisette Ruíz                 | Innovación Federal                            | 10/12/2023 | 9/12/2027  |
| Misiones            |         | Daniel Vancsik                      | Innovación Federal                            | 10/12/2023 | 9/12/2027  |
| Neuquén             |         | Tanya Yanet Bertoldi                | Unión por la Patria                           | 10/12/2021 | 9/12/2025  |
| Neuquén             |         | Pablo Cervi                         | União Cívica Radical                          | 10/12/2021 | 9/12/2025  |
| Neuquén             |         | Osvaldo Llancafilo                  | Innovación Federal                            | 10/12/2021 | 9/12/2025  |
| Neuquén             |         | Nadia Márquez                       | La Libertad Avanza                            | 10/12/2023 | 9/12/2027  |
| Neuquén             |         | Pablo Toredo                        | Unión por la Patria                           | 10/12/2023 | 9/12/2027  |
| Río Negro           |         | Sergio Eduardo Capozzi              | PRO                                           | 10/12/2023 | 9/12/2027  |
| Río Negro           |         | Agustín Domingo                     | Innovación Federal                            | 10/12/2021 | 9/12/2025  |
| Río Negro           |         | Martín Soria                        | Unión por la Patria                           | 10/12/2023 | 9/12/2027  |
| Río Negro           |         | Aníbal Tortoriello                  | PRO                                           | 10/12/2021 | 9/12/2025  |
| Río Negro           |         | María Lorena Villaverde             | La Libertad Avanza                            | 10/12/2023 | 9/12/2027  |
| Salta               |         | Pamela Calletti                     | Innovación Federal                            | 10/12/2021 | 9/12/2025  |
| Salta               |         | Emiliano Estrada                    | Unión por la Patria                           | 10/12/2021 | 9/12/2025  |
| Salta               |         | Julio Moreno Ovalle                 | La Libertad Avanza                            | 10/12/2023 | 9/12/2027  |
| Salta               |         | María Emilia Orozco                 | La Libertad Avanza                            | 10/12/2023 | 9/12/2027  |
| Salta               |         | Pablo Ismael Outes                  | Innovación Federal                            | 10/12/2023 | 9/12/2027  |
| Salta               |         | Yolanda Graciela Vega               | Innovación Federal                            | 10/12/2023 | 9/12/2027  |
| Salta               |         | Carlos Raúl Zapata                  | La Libertad Avanza                            | 10/12/2021 | 9/12/2025  |
| San Juan            |         | Walberto Enrique Allende            | Unión por la Patria                           | 10/12/2021 | 9/12/2025  |
| San Juan            |         | Ana Fabiola Aubone                  | Unión por la Patria                           | 10/12/2021 | 9/12/2025  |
| San Juan            |         | Jorge Chica                         | Unión por la Patria                           | 10/12/2023 | 9/12/2027  |
| San Juan            |         | María de Los Ángeles Moreno         | Producción y Trabajo                          | 10/12/2021 | 9/12/2025  |
| San Juan            |         | José Peluc                          | La Libertad Avanza                            | 10/12/2023 | 9/12/2027  |
| San Juan            |         | Nancy Viviana Picón Martínez        | Producción y Trabajo                          | 10/12/2023 | 9/12/2027  |
| San Luis            |         | Ernesto Nader Ali                   | Unión por la Patria                           | 10/12/2023 | 9/12/2027  |
| San Luis            |         | Alberto Gustavo Arancibia Rodríguez | La Libertad Avanza                            | 10/12/2021 | 9/12/2025  |
| San Luis            |         | Karina Ethel Bachey                 | PRO                                           | 10/12/2021 | 9/12/2025  |
| San Luis            |         | Carlos D'Alessandro                 | La Libertad Avanza                            | 10/12/2023 | 9/12/2027  |
| San Luis            |         | María Natalia Zabala Chacur         | Unión por la Patria                           | 10/12/2021 | 9/12/2025  |
| Santa Cruz          |         | Sergio Edgardo Acevedo              | Por Santa Cruz                                | 10/12/2021 | 9/12/2025  |
| Santa Cruz          |         | José Luis Garrido                   | Por Santa Cruz                                | 10/12/2023 | 9/12/2027  |
| Santa Cruz          |         | Gustavo Carlos Miguel González      | Unión por la Patria                           | 10/12/2021 | 9/12/2025  |
| Santa Cruz          |         | Ana María Ianni                     | Unión por la Patria                           | 10/12/2023 | 9/12/2027  |
| Santa Cruz          |         | Roxana Nahir Claudia Reyes          | União Cívica Radical                          | 10/12/2021 | 9/12/2025  |
| Santa Fe            |         | Mario Domingo Barletta              | União Cívica Radical                          | 10/12/2021 | 9/12/2025  |
| Santa Fe            |         | Rocío Bonacci                       | La Libertad Avanza                            | 10/12/2023 | 9/12/2027  |
| Santa Fe            |         | Alejandro Bongiovanni               | PRO                                           | 10/12/2023 | 9/12/2027  |
| Santa Fe            |         | Florencia Carignano                 | Unión por la Patria                           | 10/12/2023 | 9/12/2027  |
| Santa Fe            |         | Gabriel Felipe Chumpitaz            | PRO                                           | 10/12/2021 | 9/12/2025  |
| Santa Fe            |         | Romina Diez                         | La Libertad Avanza                            | 10/12/2023 | 9/12/2027  |
| Santa Fe            |         | Mónica Haydée Fein                  | Hacemos Coalición Federal                     | 10/12/2021 | 9/12/2025  |
| Santa Fe            |         | Germana María Figueroa Casas        | PRO                                           | 10/12/2021 | 9/12/2025  |
| Santa Fe            |         | Melina Giorgi                       | União Cívica Radical                          | 10/12/2021 | 9/12/2025  |
| Santa Fe            |         | Diego Alberto Giuliano              | Unión por la Patria                           | 10/12/2023 | 9/12/2027  |
| Santa Fe            |         | Luciano Andrés Laspina              | PRO                                           | 10/12/2021 | 9/12/2025  |
| Santa Fe            |         | Germán Pedro Martínez               | Unión por la Patria                           | 10/12/2023 | 9/12/2027  |
| Santa Fe            |         | Magalí Mastaler                     | Unión por la Patria                           | 10/12/2021 | 9/12/2025  |
| Santa Fe            |         | Nicolás Mayoraz                     | La Libertad Avanza                            | 10/12/2023 | 9/12/2027  |
| Santa Fe            |         | Roberto Mario Mirabella             | Unión por la Patria                           | 10/12/2021 | 9/12/2025  |
| Santa Fe            |         | José Carlos Núñez                   | PRO                                           | 10/12/2023 | 9/12/2027  |
| Santa Fe            |         | Esteban Paulón                      | Hacemos Coalición Federal                     | 10/12/2023 | 9/12/2027  |
| Santa Fe            |         | Verónica Razzini                    | PRO                                           | 10/12/2023 | 9/12/2027  |
| Santa Fe            |         | Eduardo Toniolli                    | Unión por la Patria                           | 10/12/2021 | 9/12/2025  |
| Santiago del Estero |         | Celia Campitelli                    | Unión por la Patria                           | 10/12/2023 | 9/12/2027  |
| Santiago del Estero |         | Ricardo Daniel Daives               | Unión por la Patria                           | 10/12/2023 | 9/12/2027  |
| Santiago del Estero |         | José Edgardo Gómez                  | Unión por la Patria                           | 10/12/2023 | 9/12/2027  |
| Santiago del Estero |         | Bernardo José Herrera               | Unión por la Patria                           | 10/12/2021 | 9/12/2025  |
| Santiago del Estero |         | María Luisa Montoto de Rogel        | Unión por la Patria                           | 10/12/2021 | 9/12/2025  |
| Santiago del Estero |         | Nilda Moyano                        | Unión por la Patria                           | 10/12/2021 | 9/12/2025  |
| Santiago del Estero |         | Estela Mary Del Rosario Neder       | Unión por la Patria                           | 10/12/2023 | 9/12/2027  |
| Terra do Fogo       |         | Jorge Neri Araujo Hernández         | Unión por la Patria                           | 10/12/2023 | 9/12/2027  |
| Terra do Fogo       |         | Andrea Freites                      | Unión por la Patria                           | 10/12/2023 | 9/12/2027  |
| Terra do Fogo       |         | Santiago Pauli                      | La Libertad Avanza                            | 10/12/2023 | 9/12/2027  |
| Terra do Fogo       |         | Héctor Antonio Stefani              | PRO                                           | 10/12/2021 | 9/12/2025  |
| Terra do Fogo       |         | Inés Carolina Yutrovic              | Unión por la Patria                           | 10/12/2021 | 9/12/2025  |
| Tucumán             |         | Mariano Campero                     | União Cívica Radical                          | 10/12/2023 | 9/12/2027  |
| Tucumán             |         | Gerardo Huesen                      | La Libertad Avanza                            | 10/12/2023 | 9/12/2027  |
| Tucumán             |         | Gladys Medina                       | Unión por la Patria                           | 10/12/2023 | 9/12/2027  |
| Tucumán             |         | Elia Marina Fernández de Mansilla   | Unión por la Patria                           | 10/12/2021 | 9/12/2025  |
| Tucumán             |         | Carlos Aníbal Cisneros              | Unión por la Patria                           | 10/12/2023 | 9/12/2027  |
| Tucumán             |         | Agustín Fernández                   | Unión por la Patria                           | 10/12/2021 | 9/12/2025  |
| Tucumán             |         | Pablo Yedlin                        | Unión por la Patria                           | 10/12/2023 | 9/12/2027  |
| Tucumán             |         | Paula Omodeo                        | CREO                                          | 10/12/2021 | 9/12/2025  |
| Tucumán             |         | Roberto Antonio Sánchez             | União Cívica Radical                          | 10/12/2021 | 9/12/2025  |